# Episodi di Lassie (serie televisiva 1954) (diciottesima stagione)
Gli episodi della diciottesima stagione di Lassie sono stati trasmessi per la prima volta negli USA tra il 7 ottobre 1971 e il 10 marzo 1972. La stagione fa parte di "The Holden Ranch Year" in quanto Lassie vive in una fattoria chiamata Holden Ranch.
| n° | Titolo originale            | Titolo italiano (Emittenti locali)      | Titolo italiano (Rai)   | Prima TV USA     | Prima TV Italia |
| -- | --------------------------- | --------------------------------------- | ----------------------- | ---------------- | --------------- |
| 1  | Fury Falls                  | L'incontro                              |                         | 7 ottobre 1971   |                 |
| 2  | Search for Yesterday        | La febbre dell'oro                      | Caccia al tesoro        | 14 ottobre 1971  |                 |
| 3  | Trouble Tracks              | In cerca di guai                        |                         | 21 ottobre 1971  |                 |
| 4  | Wings of the Ghost          | Il fantasma                             | Le ali del fantasma     | 21 ottobre 1971  |                 |
| 5  | Homecoming                  | Finalmente a casa                       | Il ritorno a casa       | 4 novembre 1971  |                 |
| 6  | Orphan of the Wild          | L'orfano del cielo                      |                         | 11 novembre 1971 |                 |
| 7  | Day of Disaster             | Il giorno del terremoto                 | Terremoto               | 18 novembre 1971 |                 |
| 8  | The Schemer                 | Un'amicizia difficile                   | Rags l'intrigante       | 25 novembre 1971 |                 |
| 9  | The Flying Grandpa          | Il nonno volante                        | Il nonno volante        | 2 dicembre 1971  |                 |
| 10 | The Mustang (1)             | Criniere selvagge (1ª parte)            |                         | 9 dicembre 1971  |                 |
| 11 | The Mustang (2)             | Criniere selvagge (2ª parte)            |                         | 16 dicembre 1971 |                 |
| 12 | Round Up                    | La scommessa                            | Raccolta di bestiame    | 13 gennaio 1972  |                 |
| 13 | Dream Seeker                | Autostop                                | Un sogno che si avvera  | 20 gennaio 1972  |                 |
| 14 | Peace is Our Profession (1) | La pace è il nostro mestiere (1ª parte) |                         | 28 gennaio 1972  |                 |
| 15 | Peace is Our Profession (2) | La pace è il nostro mestiere (2ª parte) |                         | 4 febbraio 1972  |                 |
| 16 | Peace is Our Profession (3) | La pace è il nostro mestiere (3ª parte) |                         | 11 febbraio 1972 |                 |
| 17 | Peace is Our Profession (4) | La pace è il nostro mestiere (4ª parte) |                         | 18 febbraio 1972 |                 |
| 18 | Paths of Courage (1)        |                                         | La via del coraggio (1) | 25 febbraio 1972 |                 |
| 19 | Paths of Courage (2)        |                                         | La via del coraggio (2) | 3 marzo 1972     |                 |
| 20 | Circle of Life              | La legge della natura                   |                         | 10 marzo 1972    |                 |

## Caccia al tesoro
- Titolo originale: Search for Yesterday

### Trama
Ron e Dale comprano una vecchia mappa che indicherebbe un tesoro, decidendo poi di andarlo a cercare in una miniera abbandonata. L'avventura rischia di diventare tragedia quando uno dei ragazzi rimane incastrato sul tetto di una baracca che contiene dinamite. La miccia accidentalmente si accende, ma Lassie avverte l'altro giovane, che libera il suo amico.

## Terremoto
- Titolo originale: Day of Disaster

### Trama
Ron si reca in città a fare acquisti, dove è sorpreso da un terremoto. Dopo aver soccorso il padrone, Lassie si allontana ed aiuta una gatta il cui gattino è rimasto bloccato sotto le macerie ed un cagnolino rimasto senza padroni nel crollo della sua casa. Infine si ricongiunge a Ron e Garth, che erano in giro a cercarla. 

## Rags l'intrigante
- Titolo originale: The Schemer

### Trama
Mike, uno dei ragazzini della fattoria, ha adottato un procione (Rags) come animale domestico. Questo si dimostra però geloso di Lassie, a cui ruba il cibo; inseguito dalla cagna, il procione si rifugia sul tetto di una casa vuota, cadendo giù dal camino. Quando però la casa s'incendia, Lassie sfonda un vetro per salvare l'animaletto, che diventa suo amico. 

## La via del coraggio (1)
- Titolo originale: Paths of Courage (1)

### Trama
Garth conduce alla fattoria Jimmy, un ragazzino che era paralizzato ed è tuttora rimasto zoppo, cercando di farlo ambientare con gli altri bambini. In seguito, Garth e Jimmy incontrano Lucy, una ragazzina sorda che vive nelle vicinanze, e che sta giocando col suo lupo addomesticato. Garth li lascia soli. Mentre Jimmy e Lucy fanno amicizia, Lassie si allontana col lupo, che viene però ferito da un pastore.

## La via del coraggio (2)
- Titolo originale: Paths of Courage (2)

Lassie nasconde il lupo in una grotta, poi avverte Lucy, la quale trova il suo animale ormai moribondo e prega Jimmy di andare a cercare aiuto. Pur spaventato dal cavallo, che lo fa cadere, Jimmy rimonta in sella e convince il pastore che il lupo è addomesticato ed ha bisogno d'aiuto. Sul posto arriva anche Garth avvertito da Lassie, e i due uomini tolgono il proiettile al lupo salvandolo. Jimmy decide di restare alla fattoria.